# Municipio de Bryant (condado de Edmunds)
El municipio de Bryant (en inglés: Bryant Township) es un municipio ubicado en el condado de Edmunds en el estado estadounidense de Dakota del Sur. En el año 2010 tenía una población de 19 habitantes y una densidad poblacional de 0,21 personas por km².

## Geografía
El municipio de Bryant se encuentra ubicado en las coordenadas 45°27′47″N 99°16′1″O / 45.46306, -99.26694. Según la Oficina del Censo de los Estados Unidos, el municipio tiene una superficie total de 92 km², de la cual 90,04 km² corresponden a tierra firme y (2,13 %) 1,96 km² es agua.

## Demografía
Según el censo de 2010, había 19 personas residiendo en el municipio de Bryant. La densidad de población era de 0,21 hab./km². De los 19 habitantes, el municipio de Bryant estaba compuesto por el 100 % blancos. Del total de la población el 0 % eran hispanos o latinos de cualquier raza.